# Репопуляция
Репопуляция (от лат. re… - в значении, указывающем на повторное, возобновляемое, воспроизводимое действие и от лат. populatio — население) - феномен увеличения численности определённого типа организмов или людей, после катастрофического сокращения их количества.

## Вмифологии
Наиболее известными примерами репопуляции, являются религиозные предания, связанные с нормализацией численности людей и животных после всемирных потопов и аналогичных явлений.

## Вбиологии
Существует ряд видов, переживших практически полное исчезновение, но в последующем, выживших, например Dryococelus australis, а также человек. Следует после эффекта, также называемого "бутылочным горлышком" в генетике, в случае, если вид не вымер, а смог нормализовать и восстановить численность своей популяции.

## Вистории
Термином репопуляция также называют период с IX века по XIII век, когда происходило повторное заселение значительной территории Пиренейского полуострова в начале Реконкисты, до этого пережившей значительный отток населения из-за вторжения мусульман.